# Kalina czerwona
Kalina czerwona (ros. Калина красная) – radziecki dramat obyczajowy z 1973 roku w reżyserii Wasilija Szukszyna.

## Opis fabuły
Złodziej-recydywista Jegor Prokudin opuszcza zakład karny i z zamiarem rozpoczęcia uczciwego życia, na zaproszenie korespondencyjnie poznanej kobiety imieniem Luba, przybywa do wsi Jasnoje. Pomimo niechęci lokalnej społeczności i rodziny Luby rozpoczyna tam pracę uczciwego traktorzysty. Jednak dawni koledzy z przestępczej bandy nie pozwalają mu zapomnieć o sobie. Pragnąc odebrać powierzone onegdaj Jegorowi pieniądze, które ten wydał na „rozrywkę”, odwiedzają go we wsi. Spotkanie kończy się zabójstwem Jegora.

## Obsada aktorska
- Lidija Fiedosiejewa-Szukszyna – Luba, narzeczona Jegora
- Wasilij Szukszyn – Jegor
- Iwan Ryżow – Fiodor, ojciec Luby
- Maria Skworcowa – matka Luby
- Aleksiej Wanin – Piotr, brat Luby
- Maria Winogradowa – Zoja, żona Piotra
- Jefimija Bystrowa – matka Jegora
- Żanna Prochorienko – Lidia Hamieltowa, pracownik prokuratury
- Lew Durow – kelner
- Aleksandr Gorbienko – Kola, były maż Luby
- Nikołaj Grabbe – naczelnik zakładu karnego
- Nikołaj Pogodin – dyrektor kołchozu
- Gieorgij Burkow – Guboszoł, szef gangu
- Tatiana Gawriłowa – Lucien, członek gangu
- Artur Makarow – Buldia, członek gangu
- Oleg Korczikow – Szurka, członek gangu
- Natalja Gwozdikowa – telefonistka na poczcie
- Ija Ariepina – siostra Jegora
- Natalia Kraczkowska – gość na festiwalu
- Boris Bitiukow – gość na festiwalu

i inni.

## Produkcja
Kalina czerwona była drugim i ostatnim po Pogwarkach w pełni autorskim (scenariusz, reżyseria i główna rola) filmem Wasilija Szukszyna – czołowego reprezentanta radzieckiego kina autorskiego. Studium psychologiczne zaprezentowane w tym filmie przez odtwórcę głównej roli i jego kreacja aktorska zaliczane są do wybitnych osiągnięć kina radzieckiego i najlepszych dzieł Szukszyna.
Geneza filmu sięga końca lat 60., kiedy to Szukszyn zaproponował wytwórni Mosfilm stworzenie filmu historycznego o powstaniu chłopskim Riazina, opartego na jego autorskiej powieści pt. Ja priszoł dat’ wam wolju. Decydenci wytwórni zgodzili się, pod warunkiem, że najpierw, niedoświadczony w dziedzinie filmu historycznego autor, napisze scenariusz i zrealizuje film współczesny o „radzieckiej rzeczywistości”. Szukszyn spełnił warunek i podczas krótkiego pobytu w szpitalu, w ciągu dwóch tygodni napisał scenariusz filmu, o znanych mu miejscach, sytuacjach i ludziach, niejako „z autopsji”, bez tytułu. Tytuł nadała mu jego żona – Lidia Fiedosiejewa – zapożyczając go z popularnej ludowej piosenki.
Premiera filmu została wstrzymana przez Goskino niemal na rok. Cenzorzy uznali realistyczny w założeniu autora obraz za zupełnie niezgodny z radziecką rzeczywistością. W końcu jednak film wszedł na ekrany kin z obawy, że dalsze wstrzymywanie premiery może mieć poważny wpływ na i tak już zły stan zdrowia popularnego twórcy filmowego (zmarł kilka miesięcy po oficjalnej premierze filmu). Nie bez znaczenia był tu głos Leonida Breżniewa, który, podobnie jak wielu mu poprzednich genseków-włodarzy ZSRR, miał zwyczaj oglądać na prywatnych pokazach przedpremierowych najnowsze produkcje radzieckie i zagraniczne. Według słów operatora filmu – Anatolija Zabołockiego – Breżniew niemal zapłakał nad tragicznym losem głównego bohatera. Wiele ze scen filmu i wypowiedzi aktorów zostało jednak wyciętych, przez co sam film został poważnie skrócony.
Dla samego Szukszyna film był obok Pogwarek najważniejszym w jego dorobku artystycznym. Był on bardzo zaangażowany w jego realizację, osobiście budował dekoracje i dobierał rekwizyty. Obraz był również jednym z najszybciej zrealizowanych filmów w historii kina radzieckiego.
Sukces filmu (zdobył kilka nagród) i jego popularność w końcu jednak zyskała autorowi przychylność decydentów „Mosfilmu” i wydali oni zgodę na jego upragniony film historyczny. Projekt nigdy jednak nie został zrealizowany z powodu przedwczesnej śmierci Szukszyna.

## Plenery
Za plenery filmu posłużyła wieś Sadowaja w obwodzie wołogodzkim oraz okoliczne wsie, gdzie Szukszyn trafił za sprawą kierowcy lokalnego komitetu partii, przydzielonego mu do poszukiwań. Reżyser wykorzystał również w filmie jej mieszkańców jako statystów. Rolę matki głównego bohatera zagrała prosta kobieta Jefimija Bystrowa, również mieszkanka wsi.
Pierwsze sceny filmu (pobyt Prokudina w zakładzie karnym) były kręcone w kolonii karnej FKU IK-5 w obwodzie wołogodzkim, z udziałem autentycznych więźniów w niej osadzonych.

## Odbiór
Oficjalna premiera filmu w ZSRR miała miejsce 25 marca 1974 roku. Wcześniej, 2 lutego 1974, odbyła się jego prapremiera, w której uczestniczył zwolniony ze szpitala sam Szukszyn. Obraz od razu stał się hitem kasowym z oglądalnością ponad 62 mln widzów. Był najchętniej oglądanym filmem w kinach radzieckich w 1974 roku. Wysoką oglądalność zawdzięczał między innymi widzom, którzy obejrzeli film kilkakrotnie. Krytycy, uznając fabułę filmu za banalną, zachwycali się jego reżyserią i aktorskimi kreacjami, podkreślając jego autentyzm.
W corocznym plebiscycie czytelników tygodnika Sowietskij ekran film zajął pierwsze miejsce (zdobywając 80 procent głosów).
W Polsce swoją premierę Kalina czerwona miała w lutym 1975 roku na przeglądzie filmowym „Konfrontacje 74", a od września tego samego roku była wyświetlana w kinach. Polscy krytycy (Zbigniew Pitera, Oskar Sobański) uznali film za „wybitne osiągnięcie kina radzieckiego”, będące „wyrazem niepokoju twórcy o człowieka we współczesnym świecie, o jego osobowość, wewnętrzną harmonię i ład moralny”. Jego klimat przyrównywali do duchowej spuścizny poezji Jesienina. „Prawda stworzonej przez niego rzeczywistości zasadza się nie tylko na niezwykłej plastyce opisu, lecz rodzi się również z wewnętrznego ciepła i miłości życia, z jaką autor opowiada o tym, co dobre i złe, małostkowe i wielkoduszne, ciemne i światłe, zachowując między tymi składnikami dbałość o mądrą harmonię, która bywa udziałem tylko talentów niezwykłych” – pisała Bożena Janicka w tygodniku Film. Podkreślano kunszt aktorski Szukszyna, który z „wielkim liryzmem i wyczuciem tragizmu” wcielił się w postać głównego bohatera. W 1975 roku film otrzymał nagrodę tygodnia Film w kategorii najlepszy film zagraniczny. W późniejszych latach był pokazywany w TV oraz w kinach w ramach cyklicznej imprezy filmowej „Sputnik nad Polską”. Do dzisiaj zyskuje przychylne opinie recenzentów. Współczesny polski prozaik Andrzej Stasiuk zalicza go swoich ulubionych filmów.
Po śmierci Szukszyna Władimir Wysocki wspominał ten film w poświęconej mu elegii.

## Nagrody
Film otrzymał kilka znaczących w ówczesnym świecie socjalistycznym nagród, chociaż dziś już zupełnie „egzotycznych” z punktu widzenia kina światowego. Były to m.in.:
- 1974 – Grand Prix na VII Wszechzwiązkowym Festiwalu Filmowym w Baku
- 1974 – nagroda polskich krytyków filmowych „Warszawska Syrenka” dla najlepszego filmu zagranicznego 1973 roku

Jednak rola Szukszyna nie pozostała nie zauważona na 25. Międzynarodowym Festiwalu Filmowym w Berlinie. Za swoją kreację otrzymał kilka nagród.